# Kumina
Kumina é uma forma cultural indígena da Jamaica. Trata-se de uma religião, música e dança praticada em grande parte pelos jamaicanos que residem ao leste da paróquia de Saint  Thomas na ilha. Essas pessoas tem conservado a percussão e dança dos povos de língua Bantu do Congo.